# زارين خان
زارين خان (بالهندية: ज़रीन खान)‏ (مواليد 14 مايو 1987) في مدينة مومباي في الهند وهي من أصل بشتوني، مسلمة، وهي ممثلة هندية وعارضة ازياء ظهرت في العديد من أفلام بوليوود , ظهرت في الأفلام من اللغة التاميلية واللغة البنجابية , ولها شبه من كاترينا كايف وإيلي أفرام.

## السيرة السنمائية
| علامة الخنجرية | يدل على الأفلام التي لم تصدر بعد |

| السنة | الفيلم                       | الدور              | اللغة  | ملاحظات                                 |
| ----- | ---------------------------- | ------------------ | ------ | --------------------------------------- |
| 2010  | Veer                         | الاأميرة ياشودهارا | هندي   | ترشحت - جوائز زي سيني لأفضل ممثلة مبدئة |
| 2011  | 'Ready                       | خوشي               | هندي   | ظهور خاص في أغنية "Character Dheela"    |
| 2012  | Housefull 2                  | جيلو               | هندي   |                                         |
| 2013  | Naan Rajavaga Pogiren        | مالجوف             | تاميل  | ظهور خاص في أغنية "Malgove"             |
| 2014  | Jatt James Bond              | لاللي              | بنجابي |                                         |
| 2015  | Karikalan                    | الأميرة فيليرز     | تاميل  | يتم التصوير                             |
| 2015  | The Legend of Michael Mishra | TBA                | هندي   | يتم التصوير                             |
| 2015  | Amar Must Die                | TBA                | هندي   | يتم التصوير                             |
| 2015  | Ishq My Religion             | TBA                | بنجابي | يتم التصوير                             |
| 2015  | Hate Story 3                 |                    | هندي   |                                         |

## وصلات خارجية
- زارين خان على موقع IMDb (الإنجليزية)
- زارين خان على موقع قاعدة بيانات الأفلام العربية
- زارين خان على موقع ألو سيني (الفرنسية)
- زارين خان على موقع قاعدة بيانات الفيلم (الإنجليزية)
- زارين خان على موقع كينوبويسك (الروسية)